# Van-Stadens-Eisenbahnbrücke

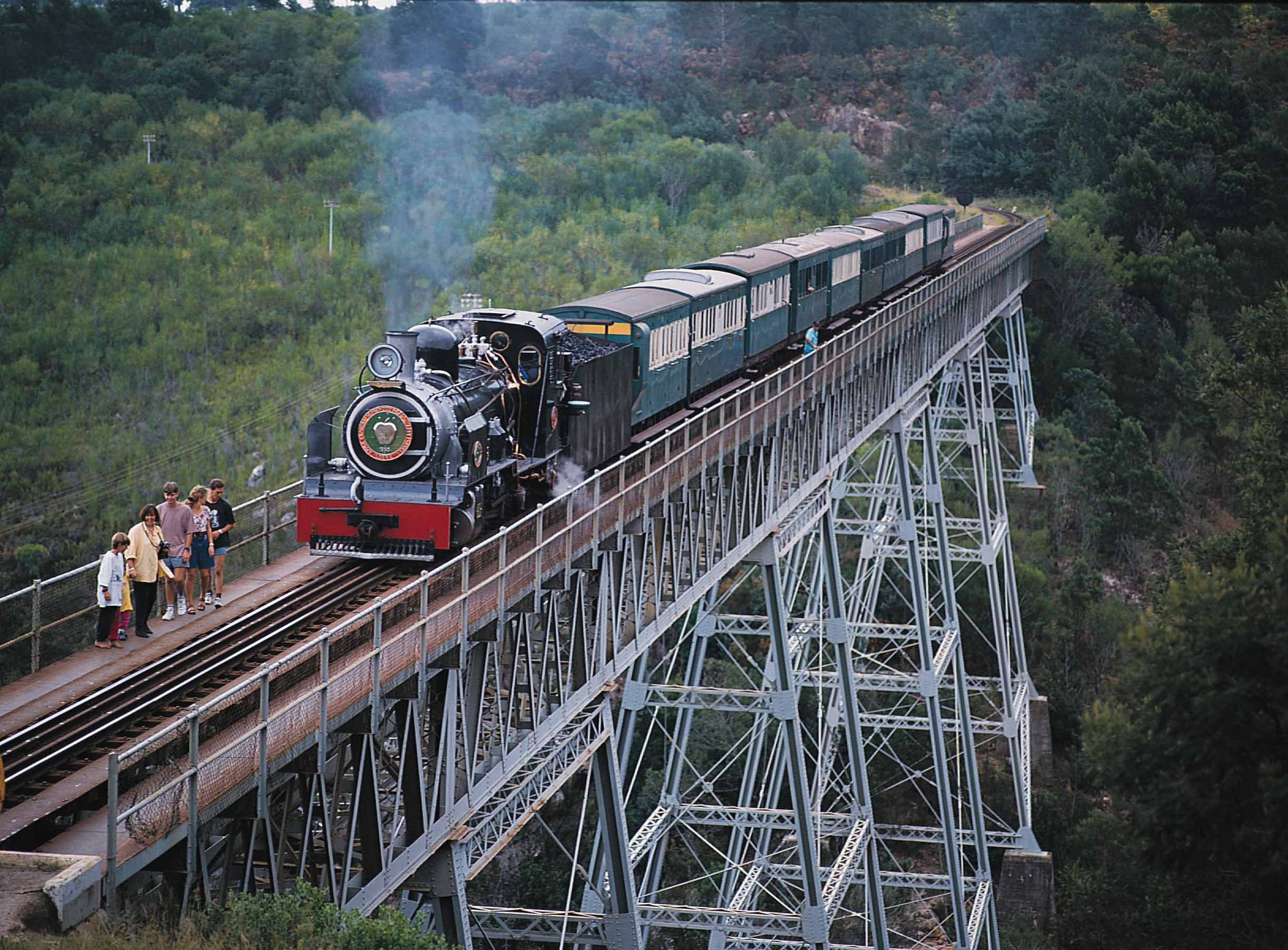
Blick über die Brücke in die Schlucht

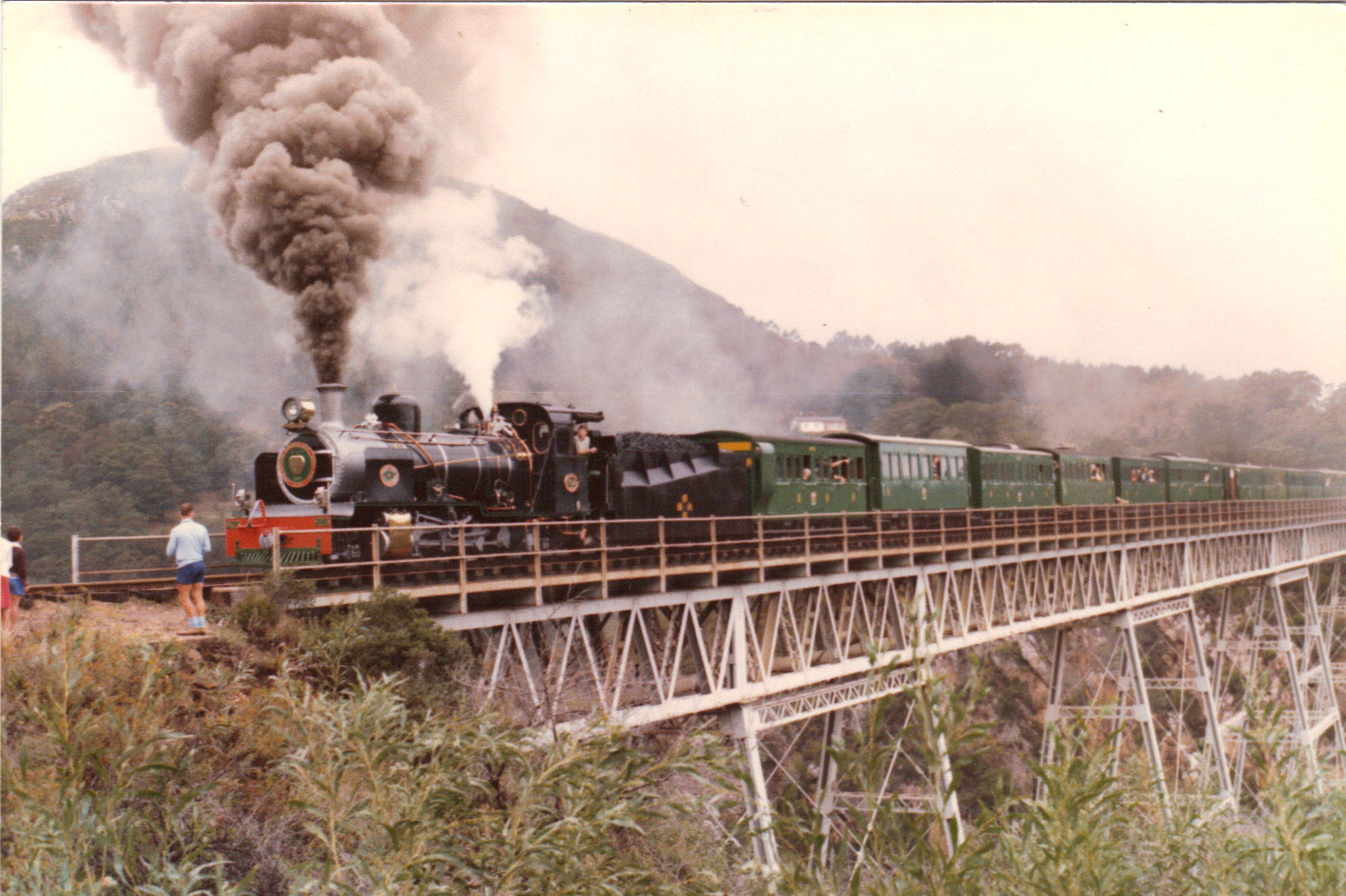
Der Apple-Express auf der Van-Stadens-Brücke (1985)

Die Van-Stadens-Eisenbahnbrücke (englisch Van Stadens Bridge) ist mit 77 m die höchste Eisenbahnbrücke in Südafrika und eine der weltweit höchsten Brücken für eine Schmalspurbahn. Sie wurde 1904/05 für die Avontuur Railway, die Eisenbahnstrecke zwischen Gqeberha und Avontuur gebaut und überquert bei Crossways Farm Village den Van Stadens River etwa 14 km vor dessen Mündung in den Indischen Ozean.
Die Konstruktion der 196 m langen Brücke besteht aus einem Gitterträger aus Stahl, der auf fünf ebenfalls aus Stahlfachwerk bestehenden Pfeilern ruht. Zwei dieser Pfeiler reichen bis auf den Talgrund hinab. Die eingleisige Bahnstrecke ist in 610-mm-Schmalspur ausgeführt, die Brücke wurde jedoch für einen möglichen Umbau auf Kapspur vorbereitet und ist deshalb breiter und kräftiger ausgelegt, als es für diese Strecke nötig wäre.
Die Brücke wird in lokalen Quellen oft als „höchste Schmalspurbrücke der Welt“ bezeichnet, dies trifft jedoch nicht zu. So ist das meterspurige Wiesener Viadukt in der Schweiz mit 88 m höher. Aller Wahrscheinlichkeit nach ist die Van-Stadens-Brücke jedoch die höchste Brücke für 610 mm Spurweite.
Etwa 2,4 km südwestlich der Eisenbahnbrücke überqueren eine ebenfalls Van Stadens Bridge genannte Straßenbrücke für die Nationalstraße N2 (erbaut 1969–1971) sowie eine alte Straßenbrücke den Fluss.